# Rotteck-Welckersches Staatslexikon
Das Staatslexikon –  Encyklopaedie der Staatswissenschaften (in späteren Ausgaben unter dem Titel: Das Staats-Lexikon. Encyklopädie der sämmtlichen Staatswissenschaften für alle Stände) wird heute nach den Herausgebern und maßgeblichen Autoren der Erstausgabe von 1834, Karl von Rotteck und Carl Theodor Welcker als Rotteck-Welckersches Staatslexikon bezeichnet. 

## Autoren, Inhalt und Erscheinungsweise

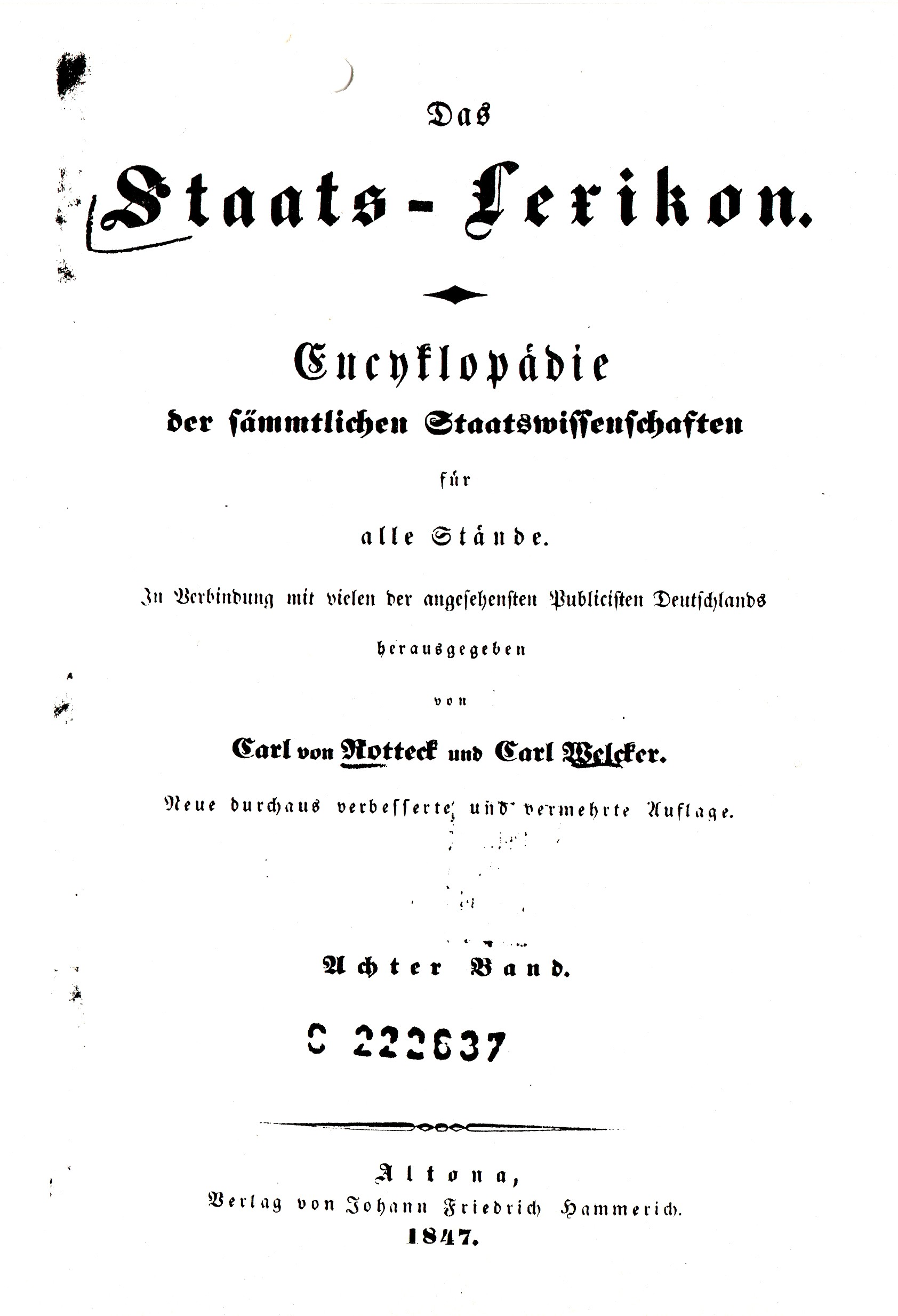
Staats-Lexikon Ausgabe 1845–1848

An dem Werk, das ursprünglich von Friedrich List angestoßen worden war, waren neben den beiden Herausgebern viele der „angesehensten Publicisten Deutschlands“ beteiligt. Unter ihnen befanden sich viele liberale und demokratische Politiker und Publizisten: Friedrich Daniel Bassermann, Carl Joseph Anton Mittermaier, Georg Waitz, Georg Friedrich Kolb, Jacob Venedey, Karl Mathy, Karl Jaup, Friedrich Wilhelm Schulz, Friedrich Bülau, Johannes Weitzel, Heinrich Eberhard Gottlob Paulus, Friedrich Murhard, Paul Pfizer, Gustav von Struve und Wilhelm Heyd. Es erschien in seiner ersten Ausgabe von 1834 bis 1843 in 15 Bänden. Die Bände versuchten das politisch relevante Wissen der damaligen Zeit zu sammeln und der bürgerlichen Öffentlichkeit zugänglich zu machen. Dabei spiegelten die Beiträge deutlich den Standpunkt des Frühliberalismus, insbesondere in seiner badischen Spielart, wider. So plädierte das Lexikon für einen liberalen Staat auf einer konstitutionellen Grundlage. Es fand in der bürgerlichen Öffentlichkeit eine weite Verbreitung, erlebte mehrere Auflagen und hat zum politischen Diskurs im Vormärz stark beigetragen. Der Historiker Franz Schnabel bezeichnete es gar als das „Grundbuch des vormärzlichen Liberalismus“; andere sprechen von der „Bibel“ des deutschen Frühliberalismus.
Trotz (oder eher wegen) ihres parteilichen Standpunkts hatten die meisten der oft seitenlangen Beiträge ein hohes wissenschaftliches Niveau. So umfasst der zentrale Artikel „Liberalismus“ von Paul Achatius Pfizer deutlich mehr als zehn doppelspaltig bedruckte Seiten. Seine Entstehungsmöglichkeit verdankt das Werk den trotz der Karlsbader Beschlüsse relativ freizügigen Zensurbestimmungen im Großherzogtum Baden. Das Lexikon erschien aber in Altona, das damals zum Herzogtum Holstein und damit zu Dänemark gehörte. Da der Verlag von Johann Friedrich Hammerich auch in Leipzig ansässig war, erschien es unter sächsischer Aufsicht. In Preußen und Österreich waren die Bände von der Zensur verboten, und ihre Einfuhr war untersagt. Nach dem Tod Rottecks 1840 wurde die zweite Auflage von Welcker allein herausgegeben. Eine dritte Auflage, herausgegeben von Welcker und Heinrich Brockhaus, erschien mit 14 Bänden von 1856 bis 1866 in Leipzig. Diese Ausgabe erzielte nicht mehr die politische Wirkung ihrer Vorgänger.
Auch in weltanschaulicher Hinsicht stand die dritte Auflage des Staats-Lexikons u. a. mit dem Deutschen Staatswörterbuch  von Johann Caspar Bluntschli und Karl Brater (11 Bände, 1857–1870) in Konkurrenz. Katholisch orientiert war deutlich später das Staatslexikon der Görres-Gesellschaft (5 Bände, 1889–1897), das im Verlag Herder erschien.